# بيلي بوب ثورنتون
بيلي بوب ثورنتون (بالإنجليزية: Billy Bob Thornton)‏ هو مغني و ممثل ومخرج ومنتج وعازف أمريكي مولود في 4 أغسطس 1955 بمدينة هوت سبرينغس بولاية أركنساس الأمريكية.

## وصلات خارجية
بيلي بوب ثورنتون على موقع IMDb (الإنجليزية)
- بيلي بوب ثورنتون على موقع الموسوعة البريطانية (الإنجليزية)
- بيلي بوب ثورنتون على موقع روتن توميتوز (الإنجليزية)
- بيلي بوب ثورنتون على موقع مونزينجر (الألمانية)
- بيلي بوب ثورنتون على موقع قاعدة بيانات الأفلام العربية
- بيلي بوب ثورنتون على موقع ألو سيني (الفرنسية)
- بيلي بوب ثورنتون على موقع ميوزك برينز (الإنجليزية)
- بيلي بوب ثورنتون على موقع تيرنر كلاسيك موفيز (الإنجليزية)
- بيلي بوب ثورنتون على موقع أول موفي (الإنجليزية)
- بيلي بوب ثورنتون على موقع بوكس أوفيس موجو (الإنجليزية)